# Idgia flavicollis
Idgia flavicollis – gatunek chrząszcza z rodziny Prionoceridae.

## Taksonomia
Gatunek opisany został w 1868 roku przez Ludwiga Redtenbachera na podstawie okazów odłowionych w Hongkongu.

## Opis
Ciało długości poniżej 12 mm, błyszczące, metalicznie zielone. Głowa zielona do błyszcząco niebieskiej. Czułki ochrowe. Przedtułów ceglasty, przechodzący w pomarańcz u starszych okazów. Dysk przedplecza gładki z kilkoma szczecinkami, a krawędzie z czarnymi, pół-wzniesionymi szczecinami. Spód ciała mosiężno-zielony z krętarzami i dwoma końcowymi segmentami odwłoka ceglastymi. Pokrywy mikropunktowane, pokryte złotobrązowymi włoskami i rządkami krótkich, odstających szczecinek. 

## Biologia i ekologia
Imagines spotkać można na różnych kwitnących roślinach, szczególnie na Maesa perlarius, Ligustrum sinense, Celtis sinensis, Zanthoxylum scandens, Rhaphioepis indica, Phyllanthus emblica i z rodzaju Lonicera.

## Rozprzestrzenienie
Występuje w Hongkongu i na Tajwanie.